# 氟乙烯
氟乙烯（英語：Vinyl fluoride）是一种分子式为C2H3F的脂肪族不饱和氟代烃。

## 性质
氟乙烯常温下为无色，有极弱醚味的极易燃气体，微溶于水，溶于乙醇、乙醚、丙酮。它的化学性质活泼，容易发生聚合。三相点为-160.5 °C。

## 合成与生产
比利时科学家Frédéric Swarts（曾在1892年合成了历史上最早的氟氯烃一氟三氯甲烷和二氟二氯甲烷）在1901年合成了氟乙烯。他当时使用的是锌与1,1-二氟-2-溴甲烷。
目前的工业生产主要采用乙炔与氟化氢在含汞或含铝的催化剂催化下发生加成反应：
{\displaystyle \mathrm {HC\equiv CH+HF\rightarrow CH_{2}=CHF} }
另一种常用的方式则是用1-氯-1-氟乙烷或1-氯-2-氟乙烷发生消去反应：
{\displaystyle \mathrm {CH_{3}CHClF\rightarrow CH_{2}=CHF+HCl} }
{\displaystyle \mathrm {CH_{2}FCH_{2}Cl\rightarrow CH_{2}=CHF+HCl} }
除此之外，还可以通过乙烯直接在钯与氯化铜的催化下合成或1,1-二氟乙烷经热裂解而得，等等。
美国国家环境保护局（EPA）在1990年将氟乙烯列为“高产量化学品”（High production chemical），并估计当年美国的产量为1740吨至3160吨。1999年的世界总产量则约为33000吨。

## 用途
氟乙烯被用于制备聚氟乙烯树脂，或与其他单体（如氯乙烯和六氟丙烯）反应生成共聚物。这些聚合物具有优秀的抗老化、抗化学腐蚀能力，以及很高的太阳能总透射比，因此被用作化工设备上的防腐涂层及太阳能电池板上的涂层等。氟乙烯还曾被用作代号为R-1141的制冷剂。

## 致癌性
氟乙烯是动物致癌物及可疑人类致癌物，能够使大鼠和小鼠患上血管肉瘤等癌症。这是由于它在体内的代谢产物氟乙醛与环氧氟乙烷能够与DNA反应生成加合物，引起DNA损伤与基因突变。